# 界庄遗址
界庄遗址，位于山西省大同市浑源县浑源县城东南18公里界庄村西南，是中华人民共和国山西省文物保护单位之一。
1986年8月18日，授予山西省文物保护单位，是一座古遗址。